# The Lancet
The Lancet (zu Deutsch „Die Lanzette“) ist eine der ältesten und renommiertesten medizinischen Fachzeitschriften der Welt, die ein Peer Review einsetzen. Sie erscheint wöchentlich im Elsevier-Verlag.
The Lancet wurde 1823 von Thomas Wakley gegründet. Seine Intention war, die in der Medizin verbreitete Korruption und Vetternwirtschaft aufzudecken. Mit Hilfe des Lancet wollte der Chirurg „reformieren, informieren und unterhalten“. Mittlerweile sind alle Artikel des Lancet von der ersten Ausgabe 1823 bis heute online abrufbar, die meisten kostenpflichtig.
Der Impact Factor der Zeitschrift lag im Jahr 2021 bei 202,731. Gemessen am Impact Factor lag die Zeitschrift damit erstmals vor dem New England Journal of Medicine.

## Aus The Lancet hervorgegangene Zeitschriften
Aus The Lancet sind einige weitere renommierte medizinische Fachzeitschriften hervorgegangen, die sich mit Spezialgebieten der Medizin beschäftigen. Hierzu zählen u. a. The Lancet Diabetes and Endocrinology, The Lancet Global Health, The Lancet HIV, The Lancet Haematology, The Lancet Infectious Diseases, The Lancet Neurology, The Lancet Oncology, The Lancet Psychiatry und The Lancet Respiratory Medicine.

## Einige klassische Artikel ausThe Lancet
- 1832
  - Malignant cholera: documents communicated by the Central Board of Health London, relative to the treatment of cholera by the copious injection of aqueous and saline fluids into the veins; T. Latta – Frühes Beispiel einer intravenösen Behandlung
- 1867
  - On a new method of treating compound fracture, abscess, etc., with observations on the conditions of suppuration; Joseph Lister
  - On the antiseptic principle in the practice of surgery; Joseph Lister – Listers grundlegende Ansichten über die Antisepsis
- 1937
  - Principles of medical statistics; A. B. Hill – Grundlegendes zur medizinischen Statistik
- 1961
  - Thalidomide and congenital abnormalities; W. G. McBride[2] – Erster veröffentlichter Hinweis über die durch Thalidomid verursachten Fehlbildungen
  - A new synthetic penicillin PA-248; G.M. Williamson, J.K. Morrison, K.J. Stevens[3] – Ein neues Penizillin
  - Clinical use of a new synthetic penicillin: PA-248; M. Nagley[4] – Klinische Verwendung dieses neuen Penizillins
- 1962
  - Thalidomide and congenital abnormalities; G. S. Somers – Thalidomid als Ursache für kindliche Missbildungen PMID 13915092
- 1966
  - Chromosome analysis of human amniotic fluid cells; M. W. Steele, W. R. Breg Jr. – Erster Bericht über eine vorgeburtliche Chromosomenanalyse PMID 4159775
- 1973
  - Recognition of the fetal alcohol syndrome in early infancy; K. L. Jones, D. W. Smith – Erste Beschreibung der frühkindlichen Schäden durch mütterlichen Alkoholmissbrauch PMID 4127281
- 1976
  - Reimplantation of a human embryo with subsequent tubal pregnancy; P. C. Steptoe, R. G. Edwards – Erster Bericht über die Verpflanzung eines Embryos PMID 58146
- 1978
  - Transluminal dilatation of coronary-artery stenosis; A. R. Gruentzig – erster Bericht über eine Koronardilatation PMID 74678
- 1986
  - Effectiveness of intravenous thrombolytic treatment in acute myocardial infarction; Gruppo Italiano per lo Studio della Streptochinasi nell'Infarto Miocardico (GISSI) – Bericht über die Behandlung des Herzinfarkts mit Streptokinase PMID 2868337
  - Randomised trial of intravenous atenolol among 16,027 cases of suspected acute myocardial infarction: ISIS-1; ISIS-1 Collaborative Group – Betablockertherapie beim Herzinfarkt PMID 2873379
- 1988
  - Randomised trial of intravenous streptokinase, oral aspirin, both, or neither among 17,187 cases of suspected acute myocardial infarction: ISIS-2; ISIS-2 Collaborative Group – Zweite internationale Studie bzgl. Überlebensraten beim Herzinfarkt PMID 2899772
- 1998
  - Andrew Wakefield unterstellt in einer grob fehlerhaften Studie einen Zusammenhang zwischen Masern/Mumps/Röteln-Impfung (MMR) für Kinder und Autismus.[5] Er arbeitete mit einer Anwaltskanzlei zusammen, die den Impfstoffhersteller verklagen wollte, und beantragte ein Patent auf einen Alternativimpfstoff. Die Studie wurde 2010 vom Lancet zurückgezogen.[6] Die britische Ärztekammer entzog ihm im Jahr 2010 die Zulassung.
- 2001
  - Effect of carvedilol on outcome after myocardial infarction in patients with left-ventricular dysfunction: the CAPRICORN randomised trial; The CAPRICORN Investigators – Wirksamkeit von Carvedilol in einer Untergruppe von Herzinfarkt-Patienten PMID 11356434
  - Relation between consumption of sugar-sweetened drinks and childhood obesity: a prospective, observational analysis; David S. Ludwig u. a.- über die Beziehung von gezuckerten Getränken und späterem Übergewicht bei Kindern PMID 11229668
- 2002
  - Anastrozole alone or in combination with tamoxifen versus tamoxifen alone for adjuvant treatment of postmenopausal women with early breast cancer: first results of the ATAC randomised trial; The ATAC (Arimidex, Tamoxifen Alone or in Combination) Trialists’ Group – über verschiedene Behandlungsmöglichkeiten beim Brustkrebs der Frau PMID 12090977
- 2003
  - Coronavirus as a possible cause of severe acute respiratory syndrome; J. S. M. Peiris u. a. – Der Erreger von SARS ist möglicherweise ein Coronavirus PMID 12711465
  - Newly discovered coronavirus as the primary cause of severe acute respiratory syndrome; T. Kuiken u. a. – Bestätigung PMID 12892955
  - MRC/BHF Heart Protection Study of cholesterol-lowering with simvastatin in 5963 people with diabetes: a randomised controlled trial; Heart Protection Study Collaborative Group – Statinbehandlung zur Herzinfarktverhütung bei Diabetikern PMID 12814710
- 2005
  - Are the Clinical Effects of Homoeopathy Placebo Effects? Comparative Study of Placebo-Controlled Trials of Homoeopathy and Allopathy; A. Shang u. a. PMID 16125589